# Spike (Band)
Spike war ein amerikanisches Dance-Projekt, das zwischen 1998 und 2001 mehrere Charterfolge in Europa verbuchen konnte.

## Biografie
Der aus New York stammende DJ, Produzent und Remixer Darrin Friedman bildete 1998 aus dem Rapper Barrelhouse J.M. und der Sängerin Pamela Mitchell das nach seinem Spitznamen benannte Duo Spike. Als Songwriter kamen Florian Richter alias Judge Flow und Marc Lennard hinzu, die neben Lafayette Karrington auch die Produktion übernahmen. Der typische Sound der Band ist aus dem Track My Name Is Not Susan von Whitney Houston entlehnt.
Gleich mit der ersten Single Respect gelang 1998 der Sprung in verschiedene europäische Hitparaden. In Deutschland stieg das Lied auf Platz 11 und wurde mit Gold ausgezeichnet, in Österreich kletterte es auf Platz 6 und in der Schweiz auf Platz 10. Mit It Takes Two (Deeper Love), das im Mai 1999 in Österreich und der Schweiz Platz 10 erreichte, gelang diesmal mit Platz 8 sogar der Sprung in die deutschen Top 10.
Im Juni des Jahres erschien Spike - The Album. Der Longplayer erreichte die Top 10 in Deutschland (Platz 6) und der Schweiz (Platz 7), verfehlte diese aber in Österreich knapp (Platz 12). Neben den bisherigen Singles waren auch die folgenden Spike-Hits auf diesem Album enthalten. Responsible erreichte im September 1999 mit Platz 52 lediglich eine mittlere Position in Deutschland, die Folgesingle So in Luv stand hier Anfang 2000 auf Platz 51 und in der Schweiz auf Platz 59.
Die Lieder Never Gonna Give You Up und A Moment of Love waren 2001 die letzten, wenn auch kleinen Charterfolge des Projekts. Das dazugehörige Album sollte So Called Friends heißen, wurde aber nicht fertiggestellt. Bis 2005 erschienen unter dem Namen Spike zwei Features, 2003 (I Wanna Give You) Devotion mit Nomad und 2005 Crazy for Your Love mit Luniz. Weitere Veröffentlichungen gab es nicht.

## Diskografie

### Alben
| Jahr | Titel             | Höchstplatzierung, Gesamtwochen, AuszeichnungChartplatzierungen (Jahr, Titel, Platzierungen, Wochen, Auszeichnungen, Anmerkungen) | Höchstplatzierung, Gesamtwochen, AuszeichnungChartplatzierungen (Jahr, Titel, Platzierungen, Wochen, Auszeichnungen, Anmerkungen) | Höchstplatzierung, Gesamtwochen, AuszeichnungChartplatzierungen (Jahr, Titel, Platzierungen, Wochen, Auszeichnungen, Anmerkungen) | Anmerkungen                       |
| Jahr | Titel             | DE | AT | CH | Anmerkungen                       |
| ---- | ----------------- | --- | --- | --- | --------------------------------- |
| 1999 | Spike – The Album | DE6 (12 Wo.)DE | AT12 (9 Wo.)AT | CH7 (12 Wo.)CH | Erstveröffentlichung: Januar 1999 |

### Singles
| Jahr | Titel Album                                  | Höchstplatzierung, Gesamtwochen, AuszeichnungChartplatzierungen (Jahr, Titel, Album, Platzierungen, Wochen, Auszeichnungen, Anmerkungen) | Höchstplatzierung, Gesamtwochen, AuszeichnungChartplatzierungen (Jahr, Titel, Album, Platzierungen, Wochen, Auszeichnungen, Anmerkungen) | Höchstplatzierung, Gesamtwochen, AuszeichnungChartplatzierungen (Jahr, Titel, Album, Platzierungen, Wochen, Auszeichnungen, Anmerkungen) | Anmerkungen                          |
| Jahr | Titel Album                                  | DE | AT | CH | Anmerkungen                          |
| ---- | -------------------------------------------- | --- | --- | --- | ------------------------------------ |
| 1998 | Respect Spike – The Album                    | DE11 Gold · (20 Wo.)DE | AT6 (14 Wo.)AT | CH10 (17 Wo.)CH | Erstveröffentlichung: November 1998  |
| 1999 | It Takes Two (Deeper Love) Spike – The Album | DE8 (12 Wo.)DE | AT10 (12 Wo.)AT | CH10 (11 Wo.)CH | Erstveröffentlichung: April 1999     |
| 1999 | Responsible Spike – The Album                | DE52 (5 Wo.)DE | — | — | Erstveröffentlichung: September 1999 |
| 2000 | So in Luv Spike – The Album                  | DE51 (9 Wo.)DE | — | CH59 (6 Wo.)CH | Erstveröffentlichung: Januar 2000    |
| 2001 | Never Gonna Give You Up                      | DE37 (9 Wo.)DE | AT46 (6 Wo.)AT | CH35 (6 Wo.)CH | Erstveröffentlichung: Januar 2001    |
| 2001 | A Moment of Love                             | DE85 (1 Wo.)DE | — | — | Erstveröffentlichung: September 2001 |

Weitere Singles
- 2003: (I Wanna Give You) Devotion (vs. Nomad)
- 2005: Crazy for Your Love (feat. Luniz)